# Dampiera oligophylla
Dampiera oligophylla är en tvåhjärtbladig växtart som beskrevs av George Bentham. Dampiera oligophylla ingår i släktet Dampiera, och familjen Goodeniaceae. Inga underarter finns listade i Catalogue of Life.